# Nikiti
Nikiti är en kommunhuvudort i Grekland.   Den ligger i prefekturen Chalkidike och regionen Mellersta Makedonien, i den nordöstra delen av landet, 250 km norr om huvudstaden Aten. Níkiti ligger 17 meter över havet och antalet invånare är 2 711.
Terrängen runt Níkiti är varierad. Havet är nära Níkiti åt sydväst. Runt Níkiti är det ganska glesbefolkat, med 24 invånare per kvadratkilometer. Närmaste större samhälle är Néos Marmarás, 17,0 km sydost om Níkiti. I omgivningarna runt Níkiti växer i huvudsak buskskog.